# Naohidemyces vaccinii
Naohidemyces vacciniorum är en svampart som först beskrevs av Heinrich Friedrich Link, och fick sitt nu gällande namn av Spooner 1999. Naohidemyces vacciniorum ingår i släktet Naohidemyces och familjen Pucciniastraceae.   Inga underarter finns listade i Catalogue of Life.